# Gorrlaus
Gorrlaus är en fiolstämning, vanligen använd på hardingfela, där strängarna stäms i f-d'-a'-e''. Denna stämning används speciellt i norsk folkmusik och har en speciell mörk och lite skrämmande klang. Ordet gorrlaus härleds av: gorr 'säregen' (eller ett förstärkande prefix) och laus 'lös' och syftar på att g-strängen stäms ner och ger en säregen klang. En svensk form skulle bli "gôrlös". Stämningen är förknippad med en handfull melodier, rammeslåtter, som anses mycket gamla; åtminstone namnet förekommer i de gamla islänningasagorna. I dessa rammeslåtter används f-strängen som en bordun (en dron) som klingar med hela tiden under melodin.
Liknande stämningar med nedstämd g-sträng förekommer ibland också i svensk spelmansmusik.